# Dolore cronico
Il dolore cronico è una condizione che persiste oltre i tempi normali di guarigione o, secondo altri studiosi, per più di tre mesi, e può essere definito una malattia a sé stante, con un impatto significativo sulla qualità di vita delle persone affette. In Italia, è classificato come dolore cronico non oncologico (DNOC) se non associato a neoplasie.
Il dolore cronico associato a danno dei tessuti (come quello dell'osteoartrosi) è definito nocicettivo, mentre quello legato a disfunzione del sistema nervoso (come la nevralgia posterpetica) è detto dolore neuropatico. Tale distinzione è importante ai fini della terapia, in quanto i farmaci utilizzati per il dolore nocicettivo, come i FANS, non sono efficaci sul dolore neuropatico, per il quale possono essere indicati anche farmaci antidepressivi o antiepilettici come il gabapentin.
Il dolore cronico è una sindrome che scaturisce da diversi fattori che vanno trattati col fine di migliorare il vivere del paziente, non essendone possibile la guarigione. Il Ministero della Salute e l'Istituto Superiore di Sanità (ISS) riconoscono che il dolore cronico va trattato con un approccio multidisciplinare, per migliorare la qualità di vita dei pazienti, anche se la guarigione completa non è sempre possibile.

## Classificazione
L'Associazione Internazionale per lo Studio del Dolore (IASP) definisce il dolore come un'esperienza sensoriale ed emotiva spiacevole associata a, o simile a quella associata a, danno tissutale effettivo o potenziale. Ulteriori definizioni per la distinzione del tipo di dolore sono:
- dolore nocicettivo: dolore che deriva da un danno reale o potenziale al tessuto non neurale ed è dovuto all'attivazione dei nocicettori;
- dolore neuropatico: dolore causato da una lesione o malattia del sistema nervoso somatosensoriale;
- dolore nociplastico: dolore che deriva da una nocicezione alterata nonostante non vi sia una chiara evidenza di danno tissutale effettivo o potenziale che causi l'attivazione dei nocicettori periferici, o evidenza di malattia o lesione del sistema somatosensoriale che causi il dolore.

In aggiunta, l'undicesima Classificazione Internazionale delle malattie (ICD-11), curata dall'Organizzazione Mondiale della Sanità (OMS), ha proposto in collaborazione con la IASP una classificazione del dolore cronico, inteso come un dolore che persiste o si ripresenta per più di 3 mesi, in 7 categorie.
1. Dolore cronico primario: dolore che persiste o si ripresenta per più di 3 mesi in una o più regioni del corpo, la cui origine non è chiara;
2. Dolore cronico correlato al cancro: dolore causato dal tumore primario o dalle metastasi, o dal trattamento della neoplasia stessa;
3. Dolore cronico post-operatorio o post-traumatico: dolore che si sviluppa o aumenta di intensità dopo un intervento chirurgico o un trauma (comprese le ustioni) e che persiste oltre il processo di guarigione, ovvero almeno 3 mesi dopo il danno tissutale, localizzato nel campo chirurgico o nell'area della lesione, escluse altre cause di dolore (es., infezioni o dolore preesistente);
4. Dolore cronico muscoloscheletrico secondario: dolore che deriva da ossa, articolazioni, muscoli, colonna vertebrale, tendini o tessuti molli correlati.
5. Dolore cronico viscerale secondario: dolore che origina da un organo interno.
6. Dolore neuropatico cronico: dolore causato da un danno al sistema nervoso somatosensoriale.
7. Cefalea secondaria cronica o dolore orofacciale: dolore che origina dalla testa o dalla faccia e si verifica almeno nel 50% dei giorni in un arco di 3 mesi.

Nel primo sottogruppo il dolore è concepito come una malattia a sé stante, e ciò riguarda condizioni come la fibromialgia o la lombalgia aspecifica; negli altri 6 sottogruppi, il dolore è secondario a una malattia sottostante, e quindi può essere concepito come un sintomo, almeno inizialmente.

## Epidemiologia
Il dolore cronico è un problema di salute pubblica di rilevanza mondiale e, secondo un'indagine condotta nel 2019 dall'ISS in collaborazione con ISTAT, in Italia colpisce oltre 10 milioni di persone adulte. Secondo questa indagine, il 21,3% della popolazione tra i 45 e i 54 anni è affetta da dolore cronico, percentuale che sale al 35% tra le persone di 65-74 anni e raggiunge il 50% negli ultra 85enni. Le donne risultano essere più colpite rispetto agli uomini: circa il 60% delle persone che soffrono di dolore cronico in Italia è di sesso femminile. La distribuzione della condizione è più grave nelle regioni del Mezzogiorno, dove si osservano tassi di prevalenza più alti, soprattutto tra gli anziani.

## Impatto individuale e sociale
Il dolore cronico ha un impatto significativo sulla qualità della vita dei pazienti affetti: circa il 68% delle persone affette da dolore moderato o severo dichiara che esso incide negativamente sulla vita quotidiana, riducendo la capacità di svolgere attività fisiche, sociali e lavorative. Le difficoltà maggiori includono sollevare oggetti, dormire, passeggiare e partecipare ad attività sociali. Inoltre, il 40% dei pazienti ha subito conseguenze sul lavoro, con casi di malattia prolungata, riduzione della produttività e persino interruzione del rapporto lavorativo.
A livello psicologico, il dolore cronico è spesso associato a disturbi mentali come ansia e depressione. Circa il 13% delle persone affette da questa condizione presenta sintomi depressivi moderati o gravi, una prevalenza molto più alta rispetto a quella della popolazione generale. Il costo sociale del dolore cronico in Italia è stimato in circa 62 miliardi di euro all'anno, considerando le spese sanitarie e la perdita di produttività.